# 2022-es Formula–1 olasz nagydíj
Az olasz nagydíj a 2022-es Formula–1 világbajnokság tizenhatodik futama volt, amelyet 2022. szeptember 09. és szeptember 11. között rendeztek meg az Autodromo Nazionale Monza versenypályán, Monzában.

## Választható keverékek
| Abroncs              | Friss | Használt |
| -------------------- | ----- | -------- |
| Kemény keverék (C2)  |       |          |
| Közepes keverék (C3) |       |          |
| Lágy keverék (C4)    |       |          |
| Átmeneti esőgumi (I) |       |          |
| Teljes esőgumi (W)   |       |          |

## Szabadedzések

### Első szabadedzés
Az olasz nagydíj első szabadedzését szeptember 9-én, pénteken délután tartották, magyar idő szerint 14:00-tól.
| helyezés | versenyző          | csapat/motor          | elért idő | különbség | futott kör |
| -------- | ------------------ | --------------------- | --------- | --------- | ---------- |
| 1        | Charles Leclerc    | Ferrari               | 1:22,410  | −         | 25         |
| 2        | Carlos Sainz Jr.   | Ferrari               | 1:22,487  | +0,077    | 23         |
| 3        | George Russell     | Mercedes              | 1:22,689  | +0,279    | 27         |
| 4        | Lewis Hamilton     | Mercedes              | 1:22,831  | +0,421    | 24         |
| 5        | Max Verstappen     | Red Bull-RBPT         | 1:22,840  | +0,430    | 27         |
| 6        | Esteban Ocon       | Alpine-Renault        | 1:23.075  | +0,665    | 28         |
| 7        | Fernando Alonso    | Alpine-Renault        | 1:23,099  | +0,689    | 26         |
| 8        | Cunoda Júki        | AlphaTauri-RBPT       | 1:23,260  | +0,850    | 26         |
| 9        | Valtteri Bottas    | Alfa Romeo-Ferrari    | 1:23,394  | +0,984    | 27         |
| 10       | Daniel Ricciardo   | McLaren-Mercedes      | 1:23,511  | +1,101    | 26         |
| 11       | Alexander Albon    | Williams-Mercedes     | 1:23,529  | +1,119    | 24         |
| 12       | Csou Kuan-jü       | Alfa Romeo-Ferrari    | 1:23,570  | +1,160    | 28         |
| 13       | Pierre Gasly       | AlphaTauri-RBPT       | 1:23,640  | +1,230    | 27         |
| 14       | Sergio Pérez       | Red Bull-RBPT         | 1:23,661  | +1,251    | 21         |
| 15       | Lance Stroll       | Aston Martin-Mercedes | 1:23,688  | +1,278    | 28         |
| 16       | Lando Norris       | McLaren-Mercedes      | 1:23,856  | +1,446    | 27         |
| 17       | Kevin Magnussen    | Haas-Ferrari          | 1:24,006  | +1,596    | 24         |
| 18       | Antonio Giovinazzi | Haas-Ferrari          | 1:24,317  | +1,907    | 25         |
| 19       | Nyck de Vries      | Aston Martin-Mercedes | 1:24,731  | +2,321    | 22         |
| 20       | Nicholas Latifi    | Williams-Mercedes     | 1:24,941  | +2,531    | 24         |

### Második szabadedzés
Az olasz nagydíj második szabadedzését szeptember 9-én, pénteken délután tartották, magyar idő szerint 17:00-tól.
| helyezés | versenyző        | csapat/motor          | elért idő | különbség | futott kör |
| -------- | ---------------- | --------------------- | --------- | --------- | ---------- |
| 1        | Carlos Sainz Jr. | Ferrari               | 1:21,664  | −         | 24         |
| 2        | Max Verstappen   | Red Bull-RBPT         | 1:21,807  | +0,143    | 27         |
| 3        | Charles Leclerc  | Ferrari               | 1:21,857  | +0,193    | 23         |
| 4        | Lando Norris     | McLaren-Mercedes      | 1:22,338  | +0,674    | 29         |
| 5        | George Russell   | Mercedes              | 1:22,386  | +0,722    | 24         |
| 6        | Sergio Pérez     | Red Bull-RBPT         | 1:22,394  | +0,730    | 26         |
| 7        | Lewis Hamilton   | Mercedes              | 1:22,503  | +0,839    | 25         |
| 8        | Esteban Ocon     | Alpine-Renault        | 1:22,728  | +1,064    | 29         |
| 9        | Fernando Alonso  | Alpine-Renault        | 1:22,752  | +1,088    | 28         |
| 10       | Alexander Albon  | Williams-Mercedes     | 1:22,835  | +1,171    | 24         |
| 11       | Daniel Ricciardo | McLaren-Mercedes      | 1:22,911  | +1,247    | 26         |
| 12       | Csou Kuan-jü     | Alfa Romeo-Ferrari    | 1:22,938  | +1,274    | 30         |
| 13       | Valtteri Bottas  | Alfa Romeo-Ferrari    | 1:22,993  | +1,329    | 26         |
| 14       | Pierre Gasly     | AlphaTauri-RBPT       | 1:23,135  | +1,471    | 25         |
| 15       | Cunoda Júki      | AlphaTauri-RBPT       | 1:23,217  | +1,553    | 31         |
| 16       | Kevin Magnussen  | Haas-Ferrari          | 1:23,557  | +1,893    | 25         |
| 17       | Sebastian Vettel | Aston Martin-Mercedes | 1:23,731  | +2,067    | 26         |
| 18       | Lance Stroll     | Aston Martin-Mercedes | 1:23,785  | +2,121    | 27         |
| 19       | Nicholas Latifi  | Williams-Mercedes     | 1:23,982  | +2,318    | 23         |
| 20       | Mick Schumacher  | Haas-Ferrari          | 1:24,586  | +2,922    | 9          |

### Harmadik szabadedzés
Az olasz nagydíj harmadik szabadedzését szeptember 10-én, szombaton délután tartották, magyar idő szerint 13:00-tól.
| helyezés | versenyző        | csapat/motor          | elért idő | különbség | futott kör |
| -------- | ---------------- | --------------------- | --------- | --------- | ---------- |
| 1        | Max Verstappen   | Red Bull-RBPT         | 1:21,252  | −         | 19         |
| 2        | Charles Leclerc  | Ferrari               | 1:21,599  | +0,347    | 15         |
| 3        | Sergio Pérez     | Red Bull-RBPT         | 1:21,848  | +0,596    | 26         |
| 4        | Carlos Sainz Jr. | Ferrari               | 1:21,897  | +0,645    | 17         |
| 5        | Fernando Alonso  | Alpine-Renault        | 1:22,306  | +1,054    | 17         |
| 6        | Lando Norris     | McLaren-Mercedes      | 1:22,319  | +1,067    | 19         |
| 7        | George Russell   | Mercedes              | 1:22,357  | +1,105    | 24         |
| 8        | Cunoda Júki      | AlphaTauri-RBPT       | 1:22,430  | +1,178    | 27         |
| 9        | Esteban Ocon     | Alpine-Renault        | 1:22,506  | +1,254    | 17         |
| 10       | Lewis Hamilton   | Mercedes              | 1:22,567  | +1,315    | 22         |
| 11       | Csou Kuan-jü     | Alfa Romeo-Ferrari    | 1:22,657  | +1,405    | 14         |
| 12       | Pierre Gasly     | AlphaTauri-RBPT       | 1:22,755  | +1,503    | 21         |
| 13       | Nicholas Latifi  | Williams-Mercedes     | 1:22,776  | +1,524    | 19         |
| 14       | Nyck de Vries    | Williams-Mercedes     | 1:22,869  | +1,617    | 21         |
| 15       | Daniel Ricciardo | McLaren-Mercedes      | 1:22,871  | +1,619    | 19         |
| 16       | Valtteri Bottas  | Alfa Romeo-Ferrari    | 1:22,950  | +1,698    | 26         |
| 17       | Sebastian Vettel | Aston Martin-Mercedes | 1:23,104  | +1,852    | 20         |
| 18       | Kevin Magnussen  | Haas-Ferrari          | 1:23,203  | +1,951    | 17         |
| 19       | Mick Schumacher  | Haas-Ferrari          | 1:23,392  | +2,140    | 8          |
| 20       | Lance Stroll     | Aston Martin-Mercedes | 1:23,739  | +2,487    | 16         |

## Időmérő edzés
Az olasz nagydíj időmérő edzését szeptember 10-én, szombat délután tartották, magyar idő szerint 16:00-tól.
| helyezés              | rajtszám | versenyző        | csapat/motor          | 1. rész  | 2. rész    | 3. rész    | rajthely | futott kör |
| --------------------- | -------- | ---------------- | --------------------- | -------- | ---------- | ---------- | -------- | ---------- |
| 1                     | 16       | Charles Leclerc  | Ferrari               | 1:21,280 | 1:21,208   | 1:20,161   | 1        | 14         |
| 2                     | 1        | Max Verstappen   | Red Bull-RBPT         | 1:20,922 | 1:21,265   | 1:20,306   | 7[a]     | 16         |
| 3                     | 55       | Carlos Sainz Jr. | Ferrari               | 1:21,348 | 1:20,878   | 1:20,429   | 18[b]    | 13         |
| 4                     | 11       | Sergio Pérez     | Red Bull-RBPT         | 1:21,495 | 1:21,358   | 1:21,206   | 13[c]    | 15         |
| 5                     | 44       | Lewis Hamilton   | Mercedes              | 1:22,048 | 1:21,708   | 1:21,524   | 19[d]    | 17         |
| 6                     | 63       | George Russell   | Mercedes              | 1:21,785 | 1:21,747   | 1:21,542   | 2        | 17         |
| 7                     | 4        | Lando Norris     | McLaren-Mercedes      | 1:22,130 | 1:21,831   | 1:21,584   | 3        | 19         |
| 8                     | 3        | Daniel Ricciardo | McLaren-Mercedes      | 1:22,139 | 1:21,855   | 1:21,925   | 4        | 20         |
| 9                     | 10       | Pierre Gasly     | AlphaTauri-RBPT       | 1:22,010 | 1:22,062   | 1:22,648   | 5        | 18         |
| 10                    | 14       | Fernando Alonso  | Alpine-Renault        | 1:22,089 | 1:21,861   | idő nélkül | 6        | 17         |
| 11                    | 31       | Esteban Ocon     | Alpine-Renault        | 1:22,166 | 1:22,130   |            | 14[e]    | 12         |
| 12                    | 77       | Valtteri Bottas  | Alfa Romeo-Ferrari    | 1:22,254 | 1:22,235   |            | 15[f]    | 12         |
| 13                    | 45       | Nyck de Vries    | Williams-Mercedes     | 1:22,567 | 1:22,471   |            | 8        | 13         |
| 14                    | 24       | Csou Kuan-jü     | Alfa Romeo-Ferrari    | 1:22,003 | 1:22,577   |            | 9        | 12         |
| 15                    | 22       | Cunoda Júki      | AlphaTauri-RBPT       | 1:22,020 | idő nélkül |            | 20[g]    | 6          |
| 16                    | 6        | Nicholas Latifi  | Williams-Mercedes     | 1:22,587 |            |            | 10       | 7          |
| 17                    | 5        | Sebastian Vettel | Aston Martin-Mercedes | 1:22,636 |            |            | 11       | 7          |
| 18                    | 18       | Lance Stroll     | Aston Martin-Mercedes | 1:22,748 |            |            | 12       | 9          |
| 19                    | 20       | Kevin Magnussen  | Haas-Ferrari          | 1:22,908 |            |            | 16[h]    | 10         |
| 20                    | 47       | Mick Schumacher  | Haas-Ferrari          | 1:23,005 |            |            | 17[i]    | 9          |
| 107%-os idő: 1:26,586 |          |                  |                       |          |            |            |          |            |

Megjegyzések:
- ↑ a:  — Max Verstappen autójában több motorkomponenst is kicseréltek, ezzel azonban túllépte a szezonra vonatkozó maximális darabszámot, így 5 rajthelyes büntetés kapott.[3]
- ↑ b:  — Carlos Sainz Jr. autójában erőforráselemek cseréje miatt 10 rajthelyes büntetés kapott, ezzel azonban túllépte a szezonra vonatkozó maximális darabszámot, így a rajtrács leghátsó helyére sorolták vissza.[3]
- ↑ c:  — Sergio Pérez autójában erőforráselemek cseréje miatt 15 rajthelyes büntetés kapott, ezzel azonban túllépte a szezonra vonatkozó maximális darabszámot.[3]
- ↑ d:  — Lewis Hamilton autójában több motorkomponenst is kicseréltek, ezzel azonban túllépte a szezonra vonatkozó maximális darabszámot, így a rajtrács leghátsó helyére sorolták vissza[3]
- ↑ e:  — Esteban Ocon 5 rajthelyes büntetést kapott motorkomponenst cseréje miatt.[3]
- ↑ f:  — Valtteri Bottas 15 rajthelyes büntetést kapott motorkomponenst  cseréje miatt, ezzel azonban túllépte a szezonra vonatkozó maximális darabszámot, így a rajtrács leghátsó helyére sorolták vissza.[3]
- ↑ g:  — Cunoda Júki autójában több motorkomponenst is kicseréltek, ezzel azonban túllépte a szezonra vonatkozó maximális darabszámot. Automatikus 10 rajthelyes büntetés a szezonbeli ötödik megrovás után, valamint 3 rajthelyes büntetés, mert nem lassított a sárga zászló alatt.[3]
- ↑ h:  — Kevin Magnussen autójában több motorkomponenst is kicseréltek, ezzel azonban túllépte a szezonra vonatkozó maximális darabszámot, így 15 rajthelyes büntetés kapott.[3]
- ↑ i:  — Mick Schumacher autójában több motorkomponenst is, valamint új sebességváltót és váltóházat kapott, ezzel azonban túllépte a szezonra vonatkozó maximális darabszámot, ezért 5+10 rajthelyes büntetés kapott.[3]

## Futam
Az olasz nagydíj szeptember 11-én, vasárnap rajtolt el, magyar idő szerint 15:00-kor.
| helyezés | rajtszám | versenyző        | csapat/motor          | futott kör | idő/kiesés oka | rajthely | pont |
| -------- | -------- | ---------------- | --------------------- | ---------- | -------------- | -------- | ---- |
| 1        | 1        | Max Verstappen   | Red Bull-RBPT         | 53         | 1:20:27,511    | 7        | 25   |
| 2        | 16       | Charles Leclerc  | Ferrari               | 53         | +2,446         | 1        | 18   |
| 3        | 63       | George Russell   | Mercedes              | 53         | +3,405         | 2        | 15   |
| 4        | 55       | Carlos Sainz Jr. | Ferrari               | 53         | +5,061         | 18       | 12   |
| 5        | 44       | Lewis Hamilton   | Mercedes              | 53         | +5,380         | 19       | 10   |
| 6        | 11       | Sergio Pérez     | Red Bull-RBPT         | 53         | +6,091         | 13       | 9[a] |
| 7        | 4        | Lando Norris     | McLaren-Mercedes      | 53         | +6,207         | 3        | 6    |
| 8        | 10       | Pierre Gasly     | AlphaTauri-RBPT       | 53         | +6,396         | 5        | 4    |
| 9        | 45       | Nyck de Vries    | Williams-Mercedes     | 53         | +7,122         | 8        | 2    |
| 10       | 24       | Csou Kuan-jü     | Alfa Romeo-Ferrari    | 53         | +7,910         | 9        | 1    |
| 11       | 31       | Esteban Ocon     | Alpine-Renault        | 53         | +8,323         | 14       |      |
| 12       | 47       | Mick Schumacher  | Haas-Ferrari          | 53         | +8,549         | 17       |      |
| 13       | 77       | Valtteri Bottas  | Alfa Romeo-Ferrari    | 52         | +1 kör         | 15       |      |
| 14       | 22       | Cunoda Júki      | AlphaTauri-RBPT       | 52         | +1 kör         | 20       |      |
| 15       | 6        | Nicholas Latifi  | Williams-Mercedes     | 52         | +1 kör         | 12       |      |
| 16       | 20       | Kevin Magnussen  | Haas-Ferrari          | 52         | +1 kör         | 16       |      |
| Ki       | 3        | Daniel Ricciardo | McLaren-Mercedes      | 45         | olajszivárgás  | 4        |      |
| Ki       | 18       | Lance Stroll     | Aston Martin-Mercedes | 39         | fékek          | 12       |      |
| Ki       | 14       | Fernando Alonso  | Alpine-Renault        | 31         | víznyomás      | 6        |      |
| Ki       | 5        | Sebastian Vettel | Aston Martin-Mercedes | 10         | erőforrás      | 11       |      |

Megjegyzések:
- ↑ a:  Sergio Pérez a helyezéséért járó pontok mellett a versenyben futott leggyorsabb körért további 1 pontot szerzett.

## A világbajnokság állása a verseny után
| H   | Versenyzők       | Pont | H   | Konstruktőrök         | Pont |
| --- | ---------------- | ---- | --- | --------------------- | ---- |
| 1.  | Max Verstappen   | 335  | 1.  | Red Bull-RBPT         | 545  |
| 2.  | Charles Leclerc  | 219  | 2.  | Ferrari               | 406  |
| 3.  | Sergio Pérez     | 210  | 3.  | Mercedes              | 371  |
| 4.  | George Russell   | 203  | 4.  | Alpine-Renault        | 125  |
| 5.  | Carlos Sainz Jr. | 187  | 5.  | McLaren-Mercedes      | 107  |
| 6.  | Lewis Hamilton   | 168  | 6.  | Alfa Romeo-Ferrari    | 52   |
| 7.  | Lando Norris     | 88   | 7.  | Haas-Ferrari          | 34   |
| 8.  | Esteban Ocon     | 66   | 8.  | AlphaTauri-RBPT       | 33   |
| 9.  | Fernando Alonso  | 59   | 9.  | Aston Martin-Mercedes | 25   |
| 10. | Valtteri Bottas  | 46   | 10. | Williams-Mercedes     | 6    |

(A teljes táblázat)

## Statisztikák
- Vezető helyen:
  - Charles Leclerc: 19 kör (1-11 és 26-33)
  - Max Verstappen: 34 kör (12-25 és 34-53)
- Charles Leclerc 17. pole-pozíciója.
- Max Verstappen 31. futamgyőzelme.
- Sergio Pérez 9. versenyben futott leggyorsabb köre.
- A Red Bull Racing 87. futamgyőzelme.
- Max Verstappen 73., Charles Leclerc 20., George Russell 8. dobogós helyezése.
- Nyck de Vries első Formula–1-es nagydíja.[4]
- Fernando Alonso 350. nagydíja.[5]